# یواس‌اس ویناتچی (وای‌تی‌بی-۸۰۸)
یواس‌اس ویناتچی (وای‌تی‌بی-۸۰۸) (به انگلیسی: USS Wenatchee (YTB-808)) یک کشتی است که طول آن ۱۰۹ فوت (۳۳ متر) می‌باشد. این کشتی در سال ۱۹۷۰ ساخته شد.